# Confitat
El confitat (del francès confire) engloba diferents mètodes de conservació o preservació de diversos aliments. És una tècnica que s'utilitza des de fa milers d'anys, ja que des de les primeres civilitzacions s'ha necessitat emmagatzemar diversos aliments i evitar el seu deteriorament, per tant, aquest mètode de conservació ha estat present en una gran part de les diferents societats històriques. S'han descrit tres tipus de confitat depenent de l'element preservador que s'utilitzi: el confitat en sal i vinagre, el confitat en sucre i el confitat en oli o greix.
Els tres tipus de confitats s'utilitzen per conservar aliments, però depenent del tipus de confitat escollit serà més usual la seva utilització en uns aliments o en uns altres. El confitat en sal i vinagre s'utilitza per conservar fruites i verdures sobretot, però també carn i peix. En canvi, el confitat en sucre es fa servir per produir confitures, melmelades, gelees i fruites i verdures confitades. El confitat en oli i greix s'elabora sobretot per aconseguir la conservació de carn de porc, ànec i oca.
El procés d'elaboració de cada tipus de confitat també és diferent: la preparació del confitat en sal i vinagre es basa principalment en la fermentació que duen a terme bacteris de l'àcid làctic (com serien Lactobacillus i Leuconostoc) i bacteris de l'àcid acètic. En el cas del confitat en sucre, bàsicament la seva elaboració consisteix en la submersió de l'aliment (generalment fruita o verdura) en una solució molt concentrada de sucre, per exemple l'almívar o un xarop. En canvi, la preparació del confitat en oli i/o greix es basa en una cocció realitzada amb l'ús del propi greix de la carn de l'animal o d'oli d’oliva per la preservació de l'aliment.
Aquests tres mètodes de conservació dels aliments tenen un efecte sobre els possibles microorganismes presents en els aliments, que provoca que aquests no puguin créixer. Per exemple, el confitat en sal i vinagre i el confitat en sucre generen un efecte osmòtic en les cèl·lules bacterianes que provoca la seva lisi la qual desencadena la seva mort. També provoquen una deshidratació de l'aliment que fa que els microorganismes presents no tinguin aigua disponible, la qual és vital pel seu creixement, per tant, aquest fet inhibeix la seva proliferació. En el cas del confitat en oli o greix, és el propi greix el que evita el creixement dels microorganismes, ja que té compostos antimicrobians.
Els productes confitats s'han de conservar en llocs amb poca llum, tancats hermèticament i amb baixos nivells d'humitat i de temperatura. A més, cal anar fent controls periòdicament per comprovar que aquestes constants es mantenen i no permeten que hi hagi creixement de microorganismes que puguin deteriorar l'aliment.
El confitat és una tècnica de conservació d'aliments regulada per un conjunt de normatives en l'àmbit europeu, estatal i autonòmic, per garantir la seguretat i la higiene alimentària.

## Història

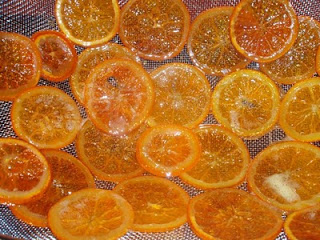
Taronges confitades

### Història de la tècnica del confit
El confit és una tècnica que s'utilitza des de l'antiguitat. Ja des del Paleolític es desenvolupaven mètodes per allargar la vida útil dels aliments, i descobrir noves formes de conserva suposava un gran avenç evolutiu per a la humanitat. D'aquesta manera, la carn es salava o es deixava assecar al sol, les verdures es deshidrataven o es conservaven en salmorra, i per a la fruita s'utilitzava sucre o mel, que ja eren conegudes en cultures antigues com a la Xina o Mesopotàmia. En l'Imperi romà l'any 453 a.C ja es preparaven fruites confitades, banyades en mel, atès que aquesta tècnica ajudava a conservar les fruites durant més temps. De la mateixa manera que en les fruites confitades, la mel com a conservant també s'utilitzava en altres aliments com el peix.
Fins a finals del segle xviii no es va introduir el tractament tèrmic en la conservació d'aliments. Aquesta idea va sorgir de Nicolas Appert, impulsada per una petició de Napoleó Bonaparte l'any 1795, qui volia trobar una manera més efectiva i segura de conservar els aliments del seu exèrcit. No va ser fins al cap de 15 anys que Nicolas Appert va ingeniar el mètode de calor en pots de vidre, els quals es segellaven amb cera i si calia es reforçaven amb filferro.
Un segle més tard, Louis Pasteur va demostrar la influència del creixement dels microorganismes en la qualitat dels aliments, comprovant que aquests els podien malmetre. Això va ser un gran descobriment i va marcar un abans i un després en el coneixement de la importància dels mètodes de conserva.

### Història del confitat en sucre
La canya de sucre prové de Nova Guinea i la seva expansió per Occident es va donar durant l'edat mitjana fins a arribar a la península Ibèrica. La primera referència que consta del sucre a Occident prové del militar Alexandre el Gran, que situant-lo a l'Índia, el descriu com "una espècie de canya de la que surt mel sense que participin les abelles". Des d'aleshores, es va expandir per Àsia durant el segle vii, va començar a ser cultivada a Egipte i al nord d'Àfrica, i al segle X es va estendre per la Península Ibèrica.
Inicialment, el sucre de canya era un aliment predilecte, el qual va assolir el seu apogeu durant el segle xv a Espanya. Gràcies a la seva introducció durant la conquesta àrab, a finals del segle xvi va augmentar notablement la quantitat de sucre a la Península, produint l’expansió del seu consum i adquirint una superioritat sobre la mel en la confiteria. És per això que els àrabs són considerats els precursors del confit, ja que amb la conquesta del sud d'Europa, van anar traslladant aquesta tècnica cap a Occident.
Tot i així, l’èxit del sucre no s'aplicava a les cuines, on es seguia utilitzant la mel sobretot en rebosteria, com a alternativa més accessible i econòmica. La mel, que era coneguda des de l'antiga Grècia, es considerava la tècnica de conservació de fruites i verdures per excel·lència, però també tenia utilitat en la millora de compostos medicinals.
Els primers documents en els quals es poden trobar ressenyes de fruites confitades a Europa es remunten al segle xvi. A Espanya, per exemple, era molt popular el diacitró.A Itàlia, la fruita confitada es va popularitzar molt arrel de ser utilitzada en alguns dels dolços més famosos de la seva tradició culinària, entre els quals destaquen el Panettone Milanès i la Cassata Siciliana.

## Variants
El confitat és un procés de conservació de diversos aliments, del qual trobem diferents variants: el confitat en sal i vinagre, el confitat en sucre i el confitat en oli o greix.

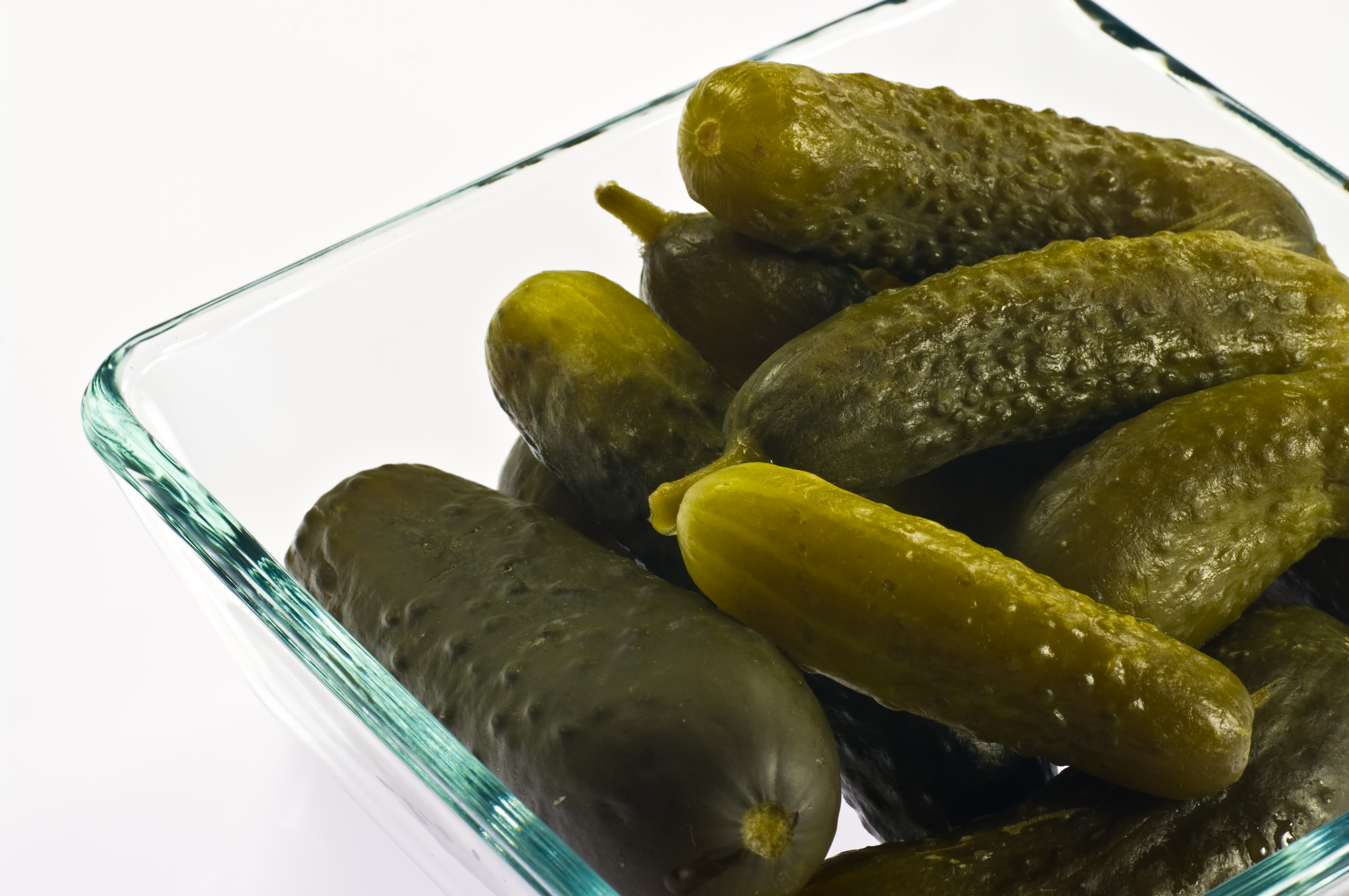
Cogombres envinagrats

El confitat en sal i vinagre s'utilitza per conservar certs aliments i per donar-los un sabor característic. Aquesta variant del confitat es fa servir principalment en fruites i verdures, un exemple molt característic d'aquest tipus de confitat són els cogombres envinagrats, però també es pot utilitzar en aliments com la carn i el peix, en el cas del peix s'anomena escabetx. Aquesta preservació d’aliments es dona per l'alta concentració d'àcid que proporciona el vinagre o els bacteris de l'àcid làctic, aquests àcids inhibeixen el creixement de molts microorganismes deteriorants, permetent la conservació de l’aliment durant més temps. Existeixen dos tipus de confitat en sal i vinagre, que es diferencien en funció de si durant el procés es produeix o no la fermentació làctica.
El confitat en sucre s'elabora submergint l'aliment, normalment fruita, en una solució concentrada en sucre, com l'almívar; o afegint el sucre directament sobre aliments líquids com per exemple purés o sucs de fruites. El principi bàsic de la conservació en sucre és que els organismes necessiten aigua per sobreviure, reproduir-se i prosperar com a colònia. Quan l’aliment es submergeix en solucions amb elevades concentracions de sucre es produeix un fenomen anomenat efecte osmòtic.Aquest efecte provoca que el sucre, per diferència de concentracions, entri a l'interior dels teixits de l’aliment i l’aigua surti en direcció a l’almívar, per tant, l'aliment patirà una pèrdua d'aigua considerable en el seu interior, reduint la viabilitat dels possibles microorganismes deteriorants i allargant així la conservació de l'aliment.Com a producte resultant podem obtenir diferents melmelades, confitures, gelees o fruites confitades que donades les seves característiques organolèptiques i el seu valor nutricional suposen una alternativa molt popular en esmorzars, berenars i postres. En concret, aquesta fruita confitada és un producte molt emprat en pastisseria, el trobem per exemple en la coca de Sant Joan o al Tortell de Reis.
El confitat en oli o greix s'elabora normalment per conservar carn amb el seu propi greix, tot i que també es pot utilitzar oli d’oliva. El procediment es basa en deixar la carn, prèviament fregida, coberta en greix i tapada, fins que es refreda. A Catalunya, on també el podem trobar anomenat com procés d'adob, és usual el confitat d'oca, el confitat d'ànec o el confitat de carn de porc, aquest últim es prepara amb una base de llom i, a vegades, embotits i costelles. També és un confitat molt típic de l'Occitània, on destaquen les cuixes d'ànec confitat.

## Procés d'elaboració
El confitat es pot fer de manera casolana, en petites quantitats, o com a producció massiva, dins de la indústria alimentària.

### Confitat en sal i vinagre
Durant la producció del confitat en sal i vinagre es pot produir o no un procés de fermentació. L'elaboració del confitat amb una fermentació associada el podem dividir en 3 etapes: pretractament, fermentació làctica i conservació. Durant l'etapa de pretractament es redueix el contingut d'aigua com a conseqüència de l'efecte osmòtic produït per l'elevada concentració de sal, la qual haurà de ser suficient per mantenir l'aliment sense contaminació per microorganismes fins començar l'etapa de la fermentació làctica. Donada l'elevada salinitat que presenta l'aliment després de l'etapa de pretractament, la seva fermentació s'ha de produir mitjançant microorganismes capaços de proliferar en aquestes condicions, aquests són principalment els bacteris de l'àcid làctic com Lactobacillus i Leuconostoc, aquest últim és el més halotolerant.
L'àcid làctic produït en aquesta fermentació fa baixar el pH de l'aliment confitat, prevenint així, el creixement de microorganismes deteriorants. A més de baixar el pH, els bacteris de l'àcid làctic secreten àcids orgànics, bacteriocines, peròxid d'hidrogen i etanol, els quals actuen com a inhibidors del creixement microbià; també esgoten els nutrients de l'aliment per tal que no estiguin disponibles per a altres microorganismes i disminueixen el potencial redox, inhibint la proliferació de microorganismes aerobis.
Els microorganismes que més habitualment participen en les fermentacions dels diferents aliments confitats en sal i vinagre són:
| Aliment               | Microorganismes |
| --------------------- | --- |
| Kimchi                | Leuconostoc mesenteroides i Lactobacillus plantarum.                                                                             |
| Xucrut                | Leuconostoc mesenteroides i Lactobacillus plantarum.                                                                             |
| Olives                | Lactobacillus plantarum, Saccharomyces, Hansenula, Candida, Torulopsis, Debaryomyces, Pichia, Kluyveromyces i Cryptococcus.      |
| Cogombres en vinagre  | Lactobacillus brevis, Lactobacillus plantarum i Pediococcus pentosaceus.                                                         |
| Salsitxes fermentades | Debaryomyces hansenii, Candida famata, Penicillium, Lactobacillus plantarum, Pediococcus pentosaceus i Pediococcus acidilactici. |
| Salses de peix        | Halobacterium salinarium. |

Pel que fa al confitat en sal i vinagre en el qual no té lloc una fermentació làctica, el podem dividir en dos tipus segons el mètode d'elaboració. Per una banda, tenim els que només se'ls afegeix una quantitat elevada de sal (fins a un 16%) i, per una altra banda, els que se'ls afegeix vinagre, sal i, fins i tot, sucre per tal de tenir un sabor i una textura diferent. L'elaboració d'aquests últims consisteix a deixar l'aliment (normalment una verdura) en una solució salina concentrada al 10% per tal que es doni una fermentació produïda per bacteris halòfils, fet que evita el deteriorament de l'aliment. Més tard, es torna a posar l'aliment en una solució salina, però aquest cop encara més concentrada i s'emmagatzema. Per acabar, s'afegeix aigua amb l'objectiu de treure la totalitat de sal i vinagre.

### Confitat en greix o oli

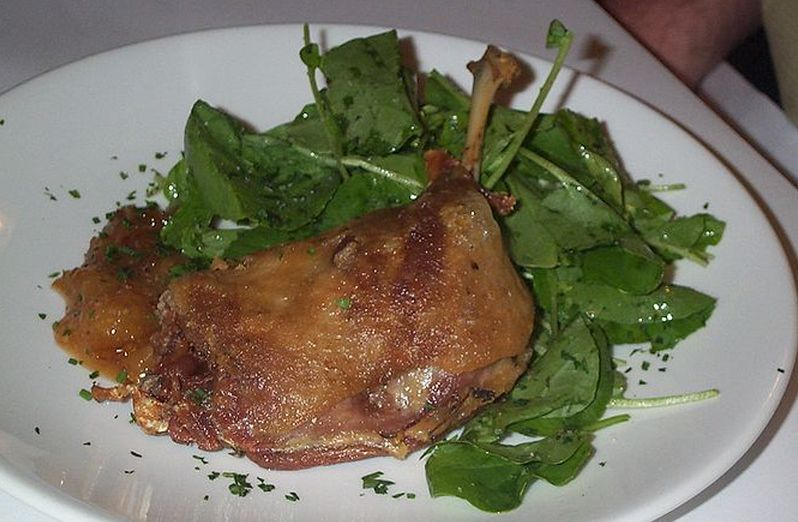
confit d'ànec

L’elaboració del confitat en greix o oli consisteix en el principi bàsic de submergir l'aliment escollit, normalment carn de porc, ànec o oca en talls grans, en molta quantitat de greix o oli i realitzar una cocció d’aquesta preparació a una temperatura entre els 60 °C i els 90 °C. Depenent de l’aliment que vulguem confitar ho haurem de deixar més o menys temps, tenint en compte la mida i el tipus d’aliment utilitzat, per exemple, si és un aliment que té la carn més tova o delicada serà més fàcil de confitar i, per tant, no caldrà deixar-ho tant de temps.
Tot i que, normalment parlem de confitat en greix animal o oli d’oliva, també el podem elaborar amb mantega clarificada, que és la que s'obté en fondre la mantega a baixa temperatura per separar el greix dels components sòlids de la mantega. Hi ha vegades, que el greix animal emprat per fer el confitat es pot reutilitzar, aquesta possibilitat només existeix si trobem el greix en bones condicions després de l’elaboració del confitat. Per reutilitzar aquest greix, prèviament s'ha de colar per eliminar pòsits, és a dir, el sediment que es diposita al fons del recipient que conté el greix en suspensió, i glacejats.
L’elaboració del confitat en greix o oli ens podria recordar al procediment culinari de fregir, però no és exactament el mateix procediment. Quan fregim un aliment ho fem amb oli a una temperatura molt elevada i, en canvi, el confitat, s'elabora amb greix o amb oli a una temperatura no tan elevada.
Després de la realització d’aquest procediment es poden afegir herbes aromàtiques, peles de cítrics, alls o altres aromatitzants per proporcionar-li al confitat un sabor diferent. Tot i això, no es poden afegir líquids aromatitzants, ja que, l’objectiu d’aquest procés de confitat és eliminar els sucs naturals no liposolubles de l’aliment, per obtenir un producte tendre i sucós que es conserva durant més temps. Per acabar, es deixa refredar el producte durant un temps i després s'emmagatzema en un recipient tancat hermèticament. Aquest tipus de confitat es basa en la conservació de l’aliment gràcies a la cobertura total del mateix amb llard, per tant, després de l’elaboració del confitat podem observar com es forma aquesta capa de llard espassat.
El confitat es pot utilitzar en diferents plats culinaris, ja sigui usant-lo com a plat per si sol i, per exemple, acompanyant-lo d'herbes aromàtiques, o afegint-lo en un altre plat, com una amanida o un arròs.

### Confitat en sucre

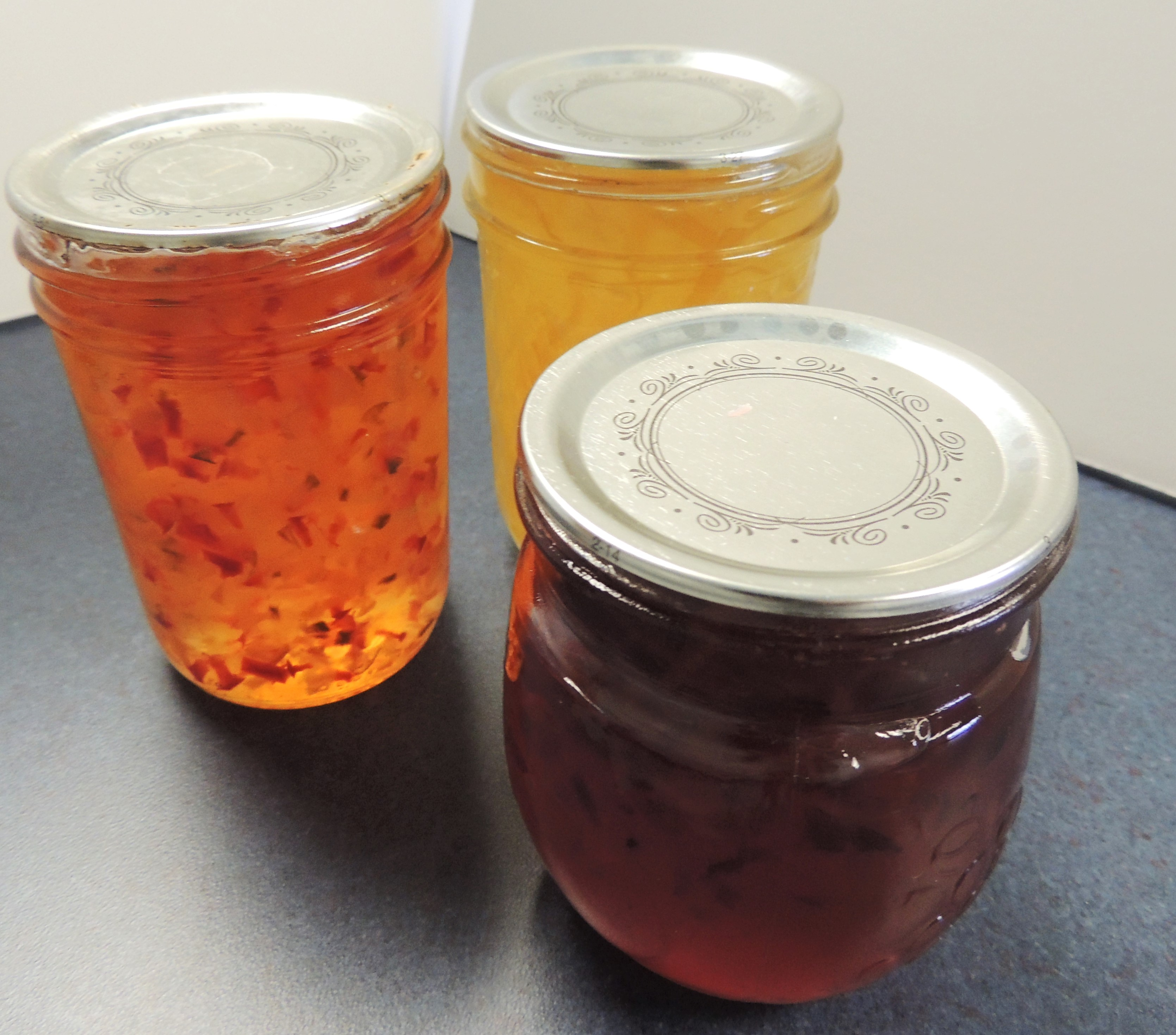
Pots de confitura i melmelada

En l'elaboració de confitures, melmelades i gelees podem distingir cinc procediments bàsics: la barreja dels ingredients, la concentració en sucre, la cocció del producte resultant, la dosificació en diferents unitats i la pasteurització.
En primer lloc, s'ha de dur a terme la preparació de la fruita, que consistirà en la supervisió del seu estat i el posterior tall d'aquesta. En el cas de la preparació de gelees, donat que aquestes es fan a partir del suc de les fruites, no serà tan important el tall sinó l'obtenció del seu suc. La quantitat i la mida d'aquesta fruita tallada dependrà del tipus de producte que estem elaborant, ja que aquests tenen diferents concentracions de fruita i diferents textures finals. Aquesta fruita tallada s'afegirà amb la resta d'ingredients com són el sucre, xarop de glucosa, espessidors, conservadors i acidulants. La concentració d'aquests també dependrà de les característiques organolèptiques i de la textura que vulguem obtenir en el producte final.
La concentració és un procés que només es dona en els casos en els quals hem de reduir el contingut d'aigua per aconseguir el producte final, com les confitures. Aquesta reducció del contingut d'aigua es pot dur a terme mitjançant processos d'ebullició al buit a una temperatura d'uns 60 °C o bé per processos d'ebullició tradicional realitzats a pressió atmosfèrica.
El procés de cocció variarà segons si estem elaborant una confitura, una melmelada, o una gelea, però en tots els casos té dos objectius principals. El primer és dur a terme una pasteurització del producte que afavoreixi la seva conservació i la inhibició dels microorganismes. El segon objectiu és facilitar l'entrada dels sucres al teixit de la fruita a través d'un procés osmòtic. Aquest procés redueix la proliferació de la majoria de microorganismes que puguin estar presents o que, més tard, puguin intentar colonitzar l'aliment.
Una vegada el producte està elaborat es procedeix a dosificar-lo pel seu emmagatzematge. Aquesta dosificació és preferible fer-la amb el producte calent, a una temperatura entre 80-90 °C, ja que si es refreda, el vapor d'aigua present a l'envàs es condensa i fa el buit, afavorint al tancament hermètic de l'envàs i evitant l'entrada de microorganismes. A més, el fet d'afegir el producte a l'envàs a altes temperatures, assegura l'eliminació dels microorganismes que hagin pogut quedar en aquest. Aquest procediment s'acostuma a fer en envasos termoresistents, com serien els envasos de vidre o metàl·lics.
Per acabar, es duu a terme un procés de refredament de l'envàs per evitar els canvis en color i textura del producte com a conseqüència d'una cocció excessiva.
En el cas de l'elaboració de fruites i verdures confitades és molt important la bona selecció de la peça a confitar, ja que si aquesta es troba en un estat de maduresa molt primerenc, el sucre no podrà entrar dints del teixit; i si està massa madur, el producte es desfarà durant el procés d'elaboració. La producció d'aquestes es basa en immersions successives del producte en xarop de sucre cada cop amb una major concentració. Normalment, es submergeix la fruita o verdura en dipòsits amb xarop de sucre durant 24 hores amb increments diaris del 10% de sucre.
El procés començaria el primer dia amb el tall de la fruita o verdura i la posterior immersió del producte en una solució del 30% de sucre durant 24 hores. Aquest procés es repetiria fins a arribar a una concentració del 70% el cinquè dia. Durant totes les immersions en xarop es recomana l'ebullició del producte durant 5 minuts per afavorir l'entrada del sucre al teixit vegetal.
A diferència dels dies anteriors, el sisè dia s'augmenta la concentració fins a un 75%. Passades les 24 hores, se separa i es deixa en una malla o tamís durant 4 o 5 dies. Finalment, aquesta fruita serà rentada, assecada i envasada.
Normalment, aquesta fruita confitada, quan ja està freda, s'envasa en bosses de polietilè i sempre de forma que permeti el segellat de la bossa per impedir que entrin microorganismes.

## Conservació
Els productes confitats es conserven millor en llocs foscos, tancats hermèticament amb temperatures i nivells d'humitat baixos. Cal controlar-los cada cert temps per veure que no s'hagin format fongs o llevats a la superfície, provocats en la majoria de casos per un defecte en l'envasament.
La majoria d'aquests productes, gràcies al mateix procés de confitat, i als additius conservants romanen estèrils fins al moment de la seva distribució i consum. Una vegada obert el seu envàs, convé guardar aquests productes en refrigeració i seguir les indicacions de data de consumició preferent estipulada.
Els principals problemes en la conservació dels productes confitats són deguts a diferents causes: el mal rentat dels envasos en els quals es conserven, la contaminació del producte previ al seu envasament, una excessiva humitat durant l'emmagatzematge o un baix contingut de l'element conservador (sucre, greix o sal i vinagre depenent de la variant de confitat de la que es tracti). A més, l'emplenament parcial de l'envàs, provoca un augment en la presència d'oxigen que podria afavorir la proliferació de bacteris, fongs, llevats o altres agents que deterioressin el producte.
L'aparició de floridures en les fruites confitades es veu retardada per les condicions de conservació i emmagatzematge (temps i temperatura). En aquestes es substitueix l'aire per nitrogen i s'utilitzen materials d'embalatge amb taxes de transmissió de vapor d'aigua i oxigen baixes, que imposibilitzen el creixement d’aquests organismes i que alhora redueixen la decoloració de la fruita.  

## Efectes de l'element conservador en microorganismes
Tant el sucre com la sal tenen la capacitat de reduir l'activitat de l'aigua (Aw) i, com a conseqüència, d'afectar en major o menor mesura al creixement dels microorganismes.En altes concentracions d'aquests compostos es pot arribar a inhibir el creixement dels microorganismes no desitjats en l'aliment, permetent dur a terme processos com fermentacions, per a conservar correctament els aliments.
A part d’aquests elements, el greix exerceix una funció antimicrobiana deguda als àcids grassos presents a la superfície d’alguns aliments. L’alteració d’aquesta protecció afavoreix la contaminació per part de microorganismes.

### Efectes del sucre en microorganismes
L'ús d'altes concentracions de sucres podria evitar la formació de biofilms per part dels microorganismes, ja que aquestes concentracions els resulten tòxiques, limitant així el seu creixement.
Les fruites tenen unes concentracions concretes de sucres, com glucosa, fructosa, sacarosa i d'altres, que permeten i estimulen el creixement microbià i la formació dels biofilms. En el cas dels llevats, el sucre és la seva principal font energètica. Tot i això, si s'augmenten les concentracions de sucres fins a superar un llindar determinat, el creixement dels microorganismes queda en fase estacionària per més temps, és a dir, aquests no proliferen. Aquest fet causa un retard en la formació de biofilms en l'aliment. Al mateix temps, l'augment de la pressió osmòtica quan submergim un aliment en la solució concentrada de sucre, provoca que l'aliment perdi l'aigua del seu interior per tal d'igualar la concentració amb el medi que l'envolta. Per tant, l'aigua present en els aliments es convertirà en aigua no disponible pels microorganismes.

### Efectes de la sal en microorganismes

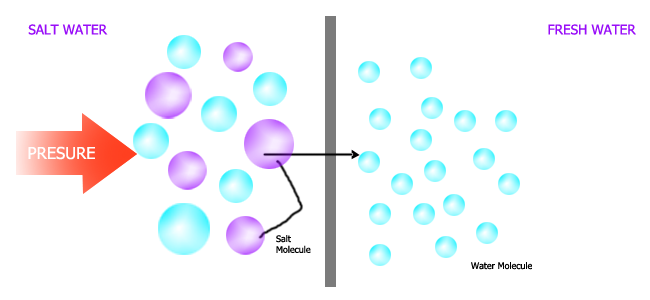
Efecte osmòtic de la sal

La sal, per altra banda, com a mètode de conservació és molt útil, ja que utilitza diversos mecanismes. Un d'ells és que genera una elevada pressió osmòtica, com en el cas del sucre, que en aquest cas causa la plasmòlisi de les cèl·lules bacterianes. Depenent del microorganisme a inhibir s'utilitzarà una quantitat de sal diferent per evitar el seu creixement. La sal també produeix la deshidratació tant dels aliments com dels microorganismes, alhora, la ionització d'aquesta produeix l'ió clor, el qual és tòxic pels bacteris. Altres efectes provocats per la sal en el creixement de microorganisme són la reducció de la solubilitat de l'oxigen, la sensibilització de les cèl·lules bacterianes davant el diòxid de carboni i l'inhibició del correcte funcionament cel·lular dels microorganismes. Aquests efectes provoquen respectivament, una disminució de l'oxigen disponible, un augment en l'efecte tòxic del diòxid de carboni i la impossibilitat per part d'aquests microorganisme per degradar proteïnes, absorbir nutrients o dur a terme processos com la nitrificació. Alhora, la sal afecta a la hidrofobicitat de la paret cel·lular, inhibint l'adhesió de bacteris com Listeria monocytogenes, Staphylococcus aureus, Shigella boydii, i Salmonella typhimurium a les superfícies.
L'eficàcia de la conservació d'aliments en sal és directament proporcional a la seva concentració i temperatura, és a dir, com més concentració de sal i més temperatura, millor es conservarà l'aliment.
Tot i els efectes inhibitoris que té la sal sobre el creixement microbià, hi ha bacteris que poden créixer en ambients d'alta salinitat, els gèneres més abundants són Devosia, Sphingomonas i Muricauda. També podem trobar bacteris halotolerants que puguin ser perjudicials, com per exemple Vibrio. La presència d'aquests microorganismes pot indicar el processat en sal no compleix les condicions anaeròbiques necessàries per evitar l'abundància de gèneres patògens.

### Efectes del greix en microorganismes
La funció protectora del greix es deu al fet que els àcids grassos de cadena curta són compostos antimicrobians que es troben sobretot en la superfície de la pell dels animals. Quan es produeix un dany físic en aquests àcids, és quan els bacteris poden infectar l’aliment.
Molt pocs microorganismes són capaços d'obtenir la seva energia a partir del greix, però hi ha alguns que poden degradar-lo quan no tenen cap més font d'energia que sigui fàcil d’utilitzar, com per exemple el sucre. Realment, l’energia l’obtenen dels àcids grassos que provenen de la hidròlisi del greix, produïda per la lipasa dels bacteris lipolítics. Un exemple seria Pseudomonas fluorescens. Aquesta hidròlisi és la que produeix l'enranciment del greix.
Chromobacterium lividum és un exemple de bacteri generador de peròxids que també provoca l'enranciment del greix, generant un tipus de volves blavoses-verdoses sobre la capa superficial de greix en la carn.Aquesta coloració es produeix degut a que els pigments són liposolubles i es difonen en el greix.
Moltes de les lipases produïdes per bacteris són resistents a diferents tractaments industrials; per tant, tot i que els bacteris deixin ser viables en l'aliment es poden seguir trobant lipases microbianes que poden degradar els greixos. La lipasa microbiana té altres aplicacions a part d’eliminar el greix, com la cooperació amb espores de floridures per generar el gust del formatge blau i el gust de la xocolata amb llet.

## Exemples de relacions patogen-confitat

### Microorganismes colonitzadors de la mel
Recentment, s'han descobert casos de contaminació per patògens en la mel, un fet molt inusual degut a la seva acidesa (pH 3.2 - 4.5) i la seva baixa activitat de l'aigua (aw < 0.65). Aquests valors acostumen a inhibir el creixement de microorganismes, però s'ha vist que bacteris generadors d'espores com Bacillus i Clostridium poden multiplicar-s'hi. Concretament, es creu que Clostridium botulinum podria estar transportat per abelles en el seu nèctar fins a la bresca durant la collita.Un cop allà, seria quan el patogen generaria les espores i contaminaria la mel. Fins i tot una única unitat formadora de colònies contaminada amb aquest microorganisme pot acabar produint una neurotoxina que causa símptomes de botulisme en nadons i individus immunosuprimits.Per tal d'inactivar les espores generades per Bacillus subtilis, s'ha vist que el processament tèrmic assistit per pressió (PATP) és el més prometedor, sobretot en condicions d'elevada activitat de l'aigua (aw > 0,85).

### Efecte inhibidor del quitosà alcumquatconfitat

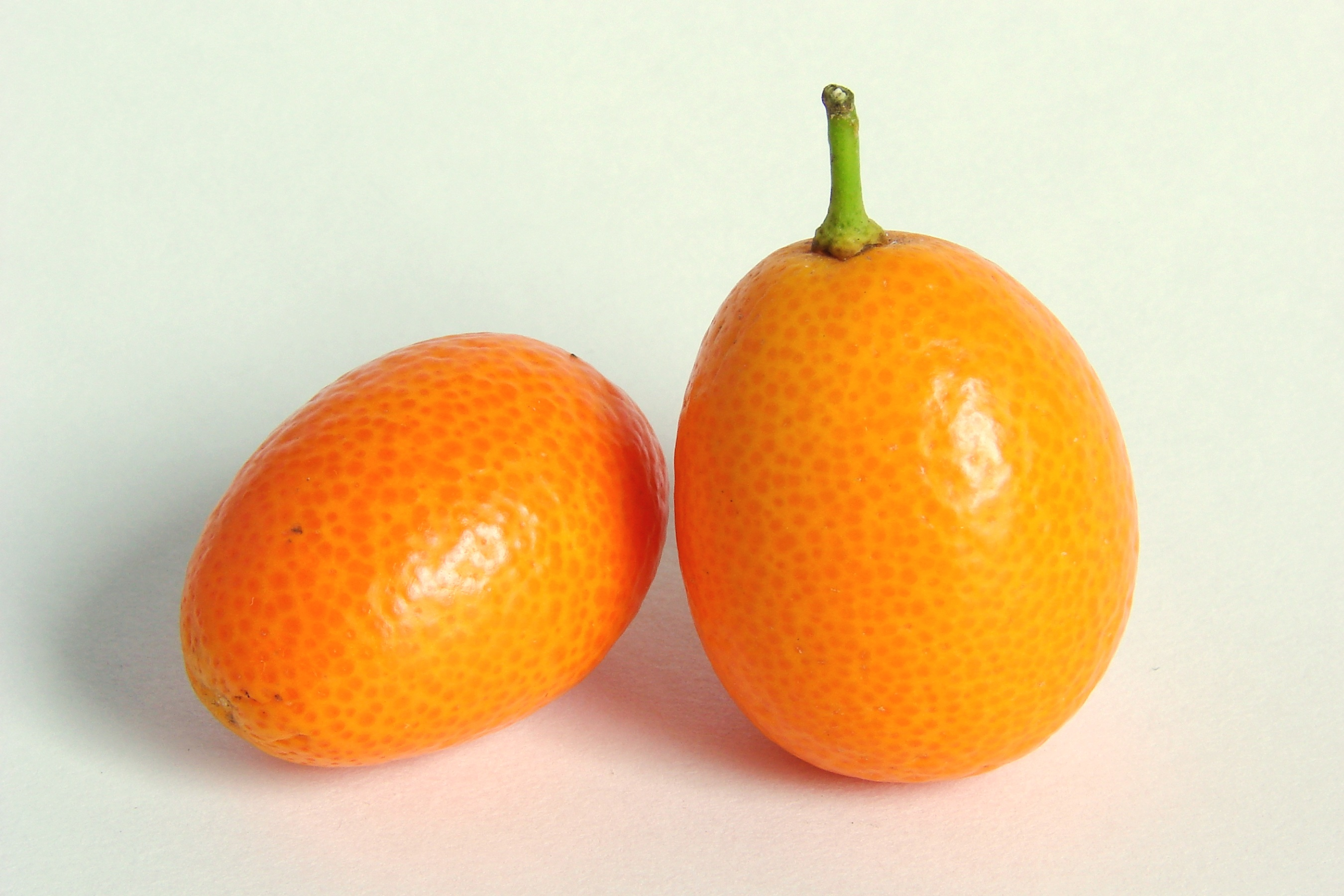
Cumquat, Fortunella japonica, syn: Citrus japonica

En avaluar l'efecte inhibidor del quitosà, una forma desacetilada de quitina, sobre el creixement d'Aspergillus niger i la producció de l'aflatoxina d'Aspergillus parasiticus es veu que l'efecte inhibidor del quitosà contra A. niger s'incrementa a mesura que la concentració de quitosà augmenta de 0,1 a 5,0 mg / ml (pH 5,4).A concentracions de 4,0 o 5,0 mg / ml, el quitosà és menys efectiu que el sorbat potàssic per inhibir el creixement de A. niger.El més gran efecte inhibidor del quitosà contra A. parasiticus es troba entre 3,0 i 5,0 mg / ml. A més, el quitosà podria evitar completament la producció d'aflatoxines per A. parasiticus a una concentració de 4,0–5,0 mg / ml. Utilitzant la metodologia de la superfície de resposta, es pot derivar un model polinòmic de segon ordre i utilitzar-lo per predir el nombre de dies per obtenir un creixement visible de floridures sota diverses combinacions de concentracions de quitosans i concentracions de sucres en el cumquat confitat. Els resultats mostren que no hi ha una diferència significativa en la prolongació de la vida útil del cumquat confitat a una concentració de 3,5-6,5 mg / ml. No obstant això, la concentració de sucre té un efecte significatiu en la seva vida útil. El cumquat confitat amb 6,0 mg / ml de concentració de quitosà i 61,9% de concentració de sucre, té una vida útil sense floridures de 65,3 dies.

## Normatives
El confitat és una tècnica de conservació d'aliments regulada per un conjunt de normatives en l'àmbit europeu, estatal i autonòmic, per garantir la seguretat i la higiene alimentària.
El Reial decret 2420/1978 estableix les normes d'elaboració i comercialització de conserves i semiconserves vegetals, incloent-hi la confitura de fruites i hortalisses en sucre.
La Directiva 2001/113/CE estableix els paràmetres de qualitat per confitures, gelees i melmelades de fruites per tots els estats membres de la Unió Europea. Aquesta normativa està plasmada a escala nacional en el Reial decret 670/1990.
El Reial decret 1376/2003 estableix les condicions sanitàries aplicables a la preparació, elaboració, emmagatzemat i comercialització de productes carnis i derivats, per tant, inclouria els confitats elaborats amb productes carnis, sobretot el confitat en greix animal.
La llei 15/1990 d'ordenació sanitària de Catalunya regula els aspectes sanitaris d'aquesta comunitat autònoma, dins dels quals es troba el control sanitari i la prevenció dels riscs per a la salut associats a productes alimentaris, en els articles 8 i 68.
El Reial decret 1334/1999 regula l'etiquetatge, presentació i publicitat dels productes alimentaris, incloent-hi qualsevol classe de confitat que es posi a la venda, ja sigui en un comerç alimentari, en hostaleria o dins d'un servei de menjador, per exemple, en hospitals o escoles. En l'àmbit europeu l'etiquetatge està regulat mitjançant el Reglament (UE) 1169/2011, que estableix les normes comunes per tots els estats membres de la Unió Europea.
El Reglament (CE) 2073/2005 estableix els criteris microbiològics i les normes d'aplicació de mesures d'higiene que han de complir les empreses que preparin productes alimentaris, incloent-hi el confitat. L'objectiu és detectar microorganismes indicadors o toxines per verificar que els aliments que es posen a la venda són segurs.